# Prado (estación)
Para la estación del Metro de Medellín, véase Estación Prado.
La estación sencilla Prado hace parte del sistema de transporte masivo de Bogotá llamado TransMilenio, el cual fue inaugurado en el año 2000.

## Ubicación
La estación está ubicada en el norte de la ciudad, más específicamente en la Autopista Norte entre calles 128B y 128D. Se accede a ella a través de un puente peatonal ubicado sobre la Calle 128B.
Atiende la demanda de los barrios La Calleja, Canódromo, Prado Veraniego y sus alrededores.
En las cercanías están el almacén Home Sentry 127, el almacén Hipercentro Corona Autopista Norte, la Subestación Eléctrica Autopista, el Colegio Siervas de San José, el Colegio Santo Tomas de Aquino, los concesionarios Autonal, el Monasterio Santa Clara y la Iglesia Protestante Misión Colombia.

## Origen del nombre
La estación recibe su nombre de uno de los barrios en el costado occidental, Prado Veraniego.

## Historia
A comienzos del año 2001, después de ser inaugurado el Portal Usme, se puso en funcionamiento la troncal de la Autopista Norte incluyendo la estación Prado. Meses después fue inaugurado el Portal Norte.
En la noche del 9 de abril de 2013, se registraron los ataque contra esta estación del sistema. En esa ocasión fueron destruidas, a punta de pistolas de balines, las estaciones Calle 100, Calle 106, Prado, Alcalá, Calle 142, Calle 146, Mazurén, Calle 161, Calle 187, y Terminal con Autopista Norte, donde dejaron $22 millones de pesos en perdidas.
En la madrugada del 18 de marzo de 2014, se registró otro ataque contra esta estación, también a punta de pistolas de balines, junto con las estaciones Calle 127, Mazurén y Toberín con Autopista Norte, en donde dejaron $ 5 millones 600 mil pesos en pérdidas.

## Servicios de la estación

### Servicios troncales
| Tipo                                            | Rutas al Norte | Rutas al Sur |
| ----------------------------------------------- | -------------- | ------------ |
| Ruta fácil                                      | 8              | 8            |
| Expresos todos los días todo el día             | B12 B75        | G12 H75      |
| Expresos lunes a sábado todo el día             | B23 B28 B74    | K23 F28 J74  |
| Expresos lunes a viernes hora pico de la mañana | B55            | J70          |
| Expresos lunes a viernes hora pico de la tarde  |                | D55          |

### Esquema
| ← Norte |              |         |            |
| B12B75  | 8B55B74      | B23B28  | Calle 128B |
| Vagón 3 | Vagón 2      | Vagón 1 | Puente     |
| G12H75  | D55F28J70J74 | 8K23    | Calle 128B |
| Sur →   |              |         |            |

### Servicios urbanos
Así mismo funcionan las siguientes rutas urbanas del SITP en los costados externos a la estación, circulando por los carriles de tráfico mixto sobre la Autopista Norte, con posibilidad de trasbordo usando la tarjeta TuLlave:
| Código | Sector           | Dirección            | Rutas     |
| ------ | ---------------- | -------------------- | --------- |
| 634A01 | B Estación Prado | Auto Norte - CL 128A | Sin rutas |
| 323A02 | C Estación Prado | Auto Norte - CL 128A | 19-10     |

## Ubicación geográfica
| Noroeste: Suba          | Norte: B Alcalá - Colegio Santo Tomás Dominicos | Nordeste: Usaquén |
| Oeste: C Suba Av.Boyacá |                                                 | Este: Usaquén     |
| Suroeste: Suba          | Sur: B Calle 127                                | Sureste: Usaquén  |